# Wierzba pięciopręcikowa

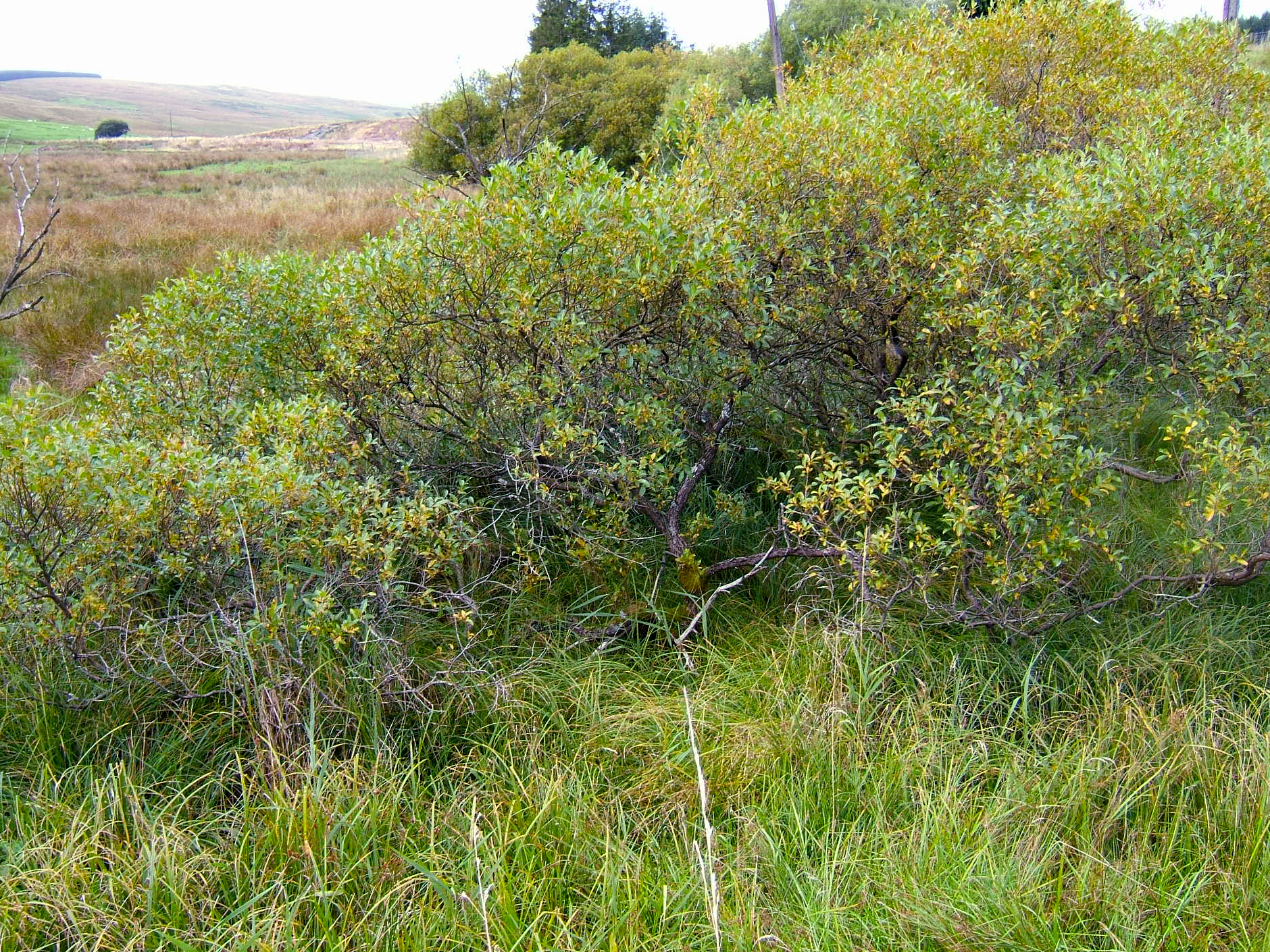
Pokrój

Wierzba pięciopręcikowa, wierzba laurowa (Salix pentandra) – gatunek krzewu lub drzewa, należący do rodziny wierzbowatych. Rośnie dziko w Europie i Azji. W Polsce rośnie na całym niżu.

## Morfologia
PokrójKrzew lub małe drzewo o gęstym, kulistym pokroju. Osiąga wysokość do 20 m.
Łodyga, PieńMłode gałązki czerwonobrunatne, starsze gałęzie i pień ciemnoszare. Pędy skrócone nigdy nie wyrastają. Pączki co 3–4 cm, nieco odstające, nagie i silnie połyskujące.
LiścieLancetowate lub jajowato-eliptyczne o długości ok. 12 cm, szerokości 3–4 cm, gęsto rozmieszczone na pędach. Na górnej stronie ciemnozielone i silnie połyskujące. Od spodu mają barwę błękitno-szarą. Są grube, podobne do liści wierzby migdałowej (która ma bardziej matowe liście) oraz wawrzynu szlachetnego. Brzegi liścia drobno ząbkowane, również na górnej powierzchni ogonka liściowego liczne gruczołki. Przylistki odpadają bardzo wcześnie, tak, że zwykle nie obserwuje się ich na krzewie.
KwiatyRoślina dwupienna. Kwiatostany męskie i żeńskie, zwane kotkami, osadzone są na krótkich szypułkach. Złocistożółte męskie kwiatostany o długości trzykrotnie większej od szerokości i dwubarwnych przysadkach. Kwiaty męskie mają 5–8 owłosionych u nasady pręcików i dwa gruczoły miodnikowe. Kwiatostany żeńskie o długości 3–6 cm na szypułkach pokrytych gęsto ząbkowanymi listkami. Ich nagie na szczycie i owłosione w nasadzie przysadki są nietrwale i odpadają przed dojrzewaniem owoców. Kwiaty mają słupki na trzonkach, z nierozdzielonymi szyjkami i dwa gruczoły miodnikowe. Pojawiają się późną wiosną.
OwocTorebka zawierająca bardzo drobne nasiona z licznymi włoskami.

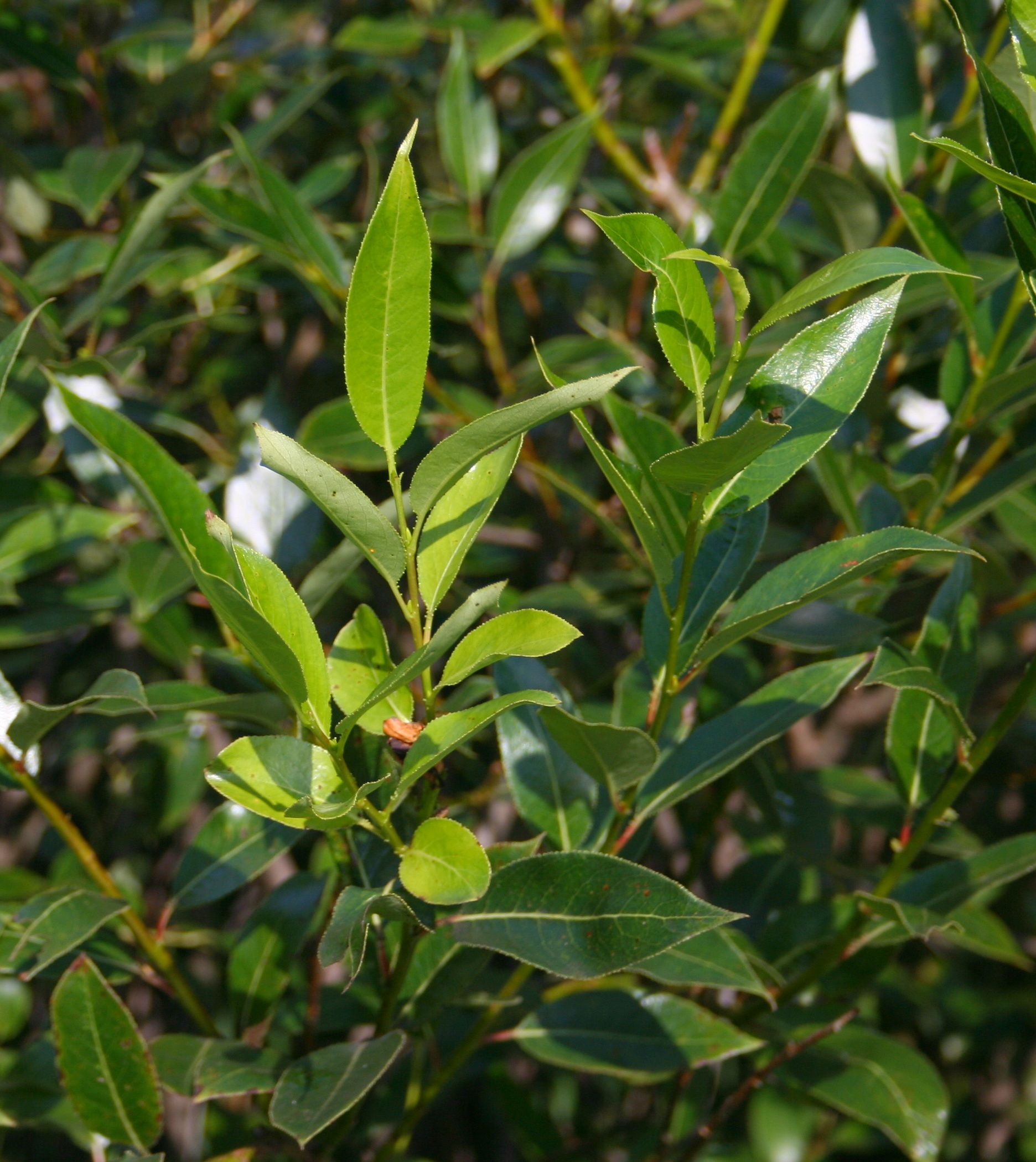
Liście
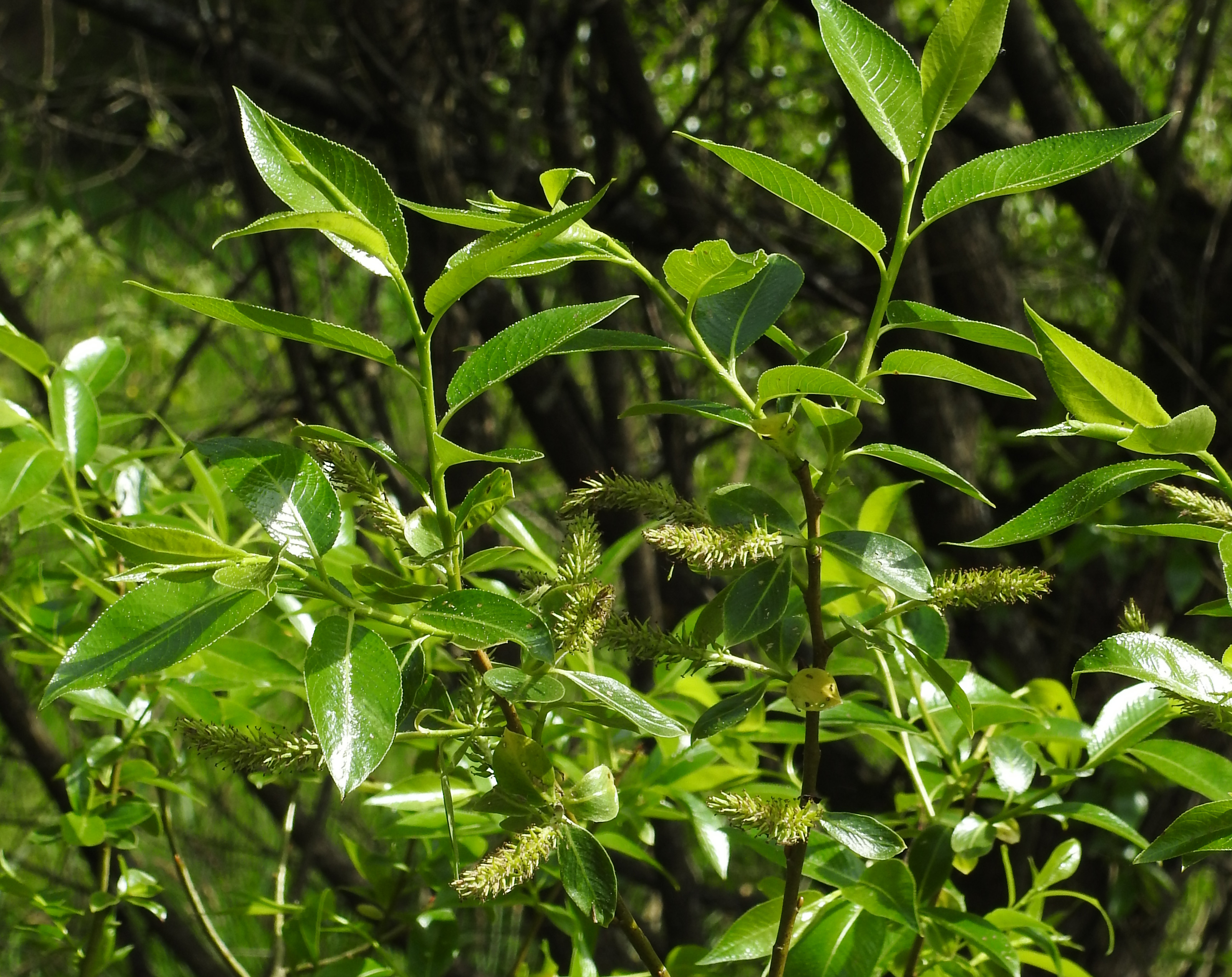
Kwiaty żeńskie
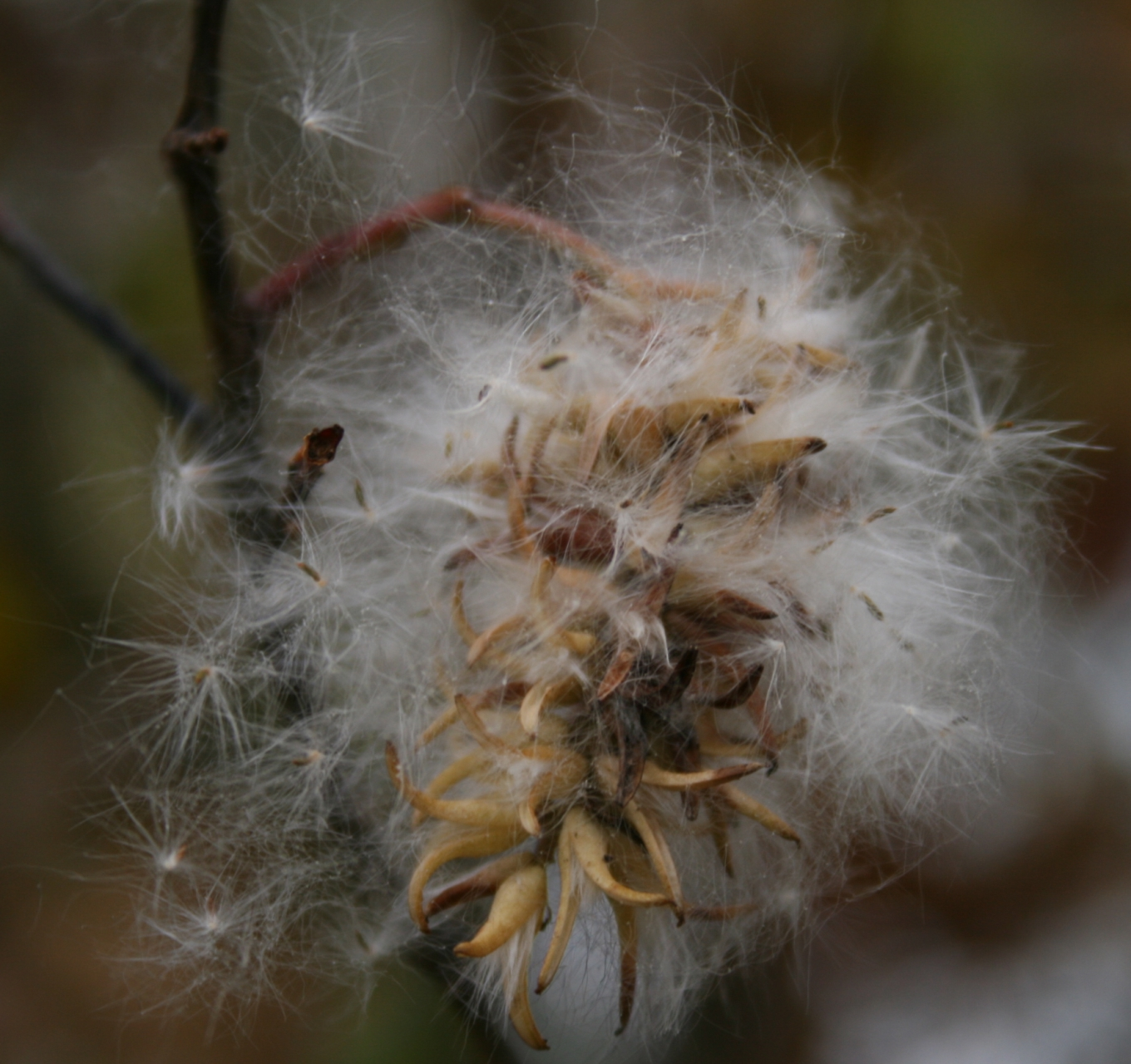
Owoce

## Biologia i ekologia
Rośnie na wilgotnych łąkach, rozlewiskach rzecznych, bagnach, torfowiskach. Nie ma specjalnych wymagań co do gleby. W klasyfikacji zbiorowisk roślinnych gatunek charakterystyczny dla Cl/O/All. Alnetea glutinosae i Ass. Salicetum pentandro-cinereae. Kwitnie później, niż inne wierzby, bo dopiero pod koniec maja i w czerwcu. Kwiaty z miodnikami, zapylane przez owady. Nasiona rozsiewane przez wiatr.

## Zmienność
Tworzy mieszańce z wierzbą białą (Salix × ehrhartiana, posiada pojedyncze włoski po obu stronach liści) oraz z wierzbą kruchą (Salix × meyeriana, posiada cechy pośrednie obu gatunków).
Ponadto tworzy mieszańce z wierzbą migdałową, prawdopodobnie także z wierzbą czerniejącą, wierzbą rokitą, wierzbą śląską, wierzbą szarą, bądź wierzbą uszatą.

## Zastosowanie
- Roślina lecznicza:
  - Surowiec zielarski: kora (Cortex Salicis) zawiera flawonoidy, kwasy organiczne oraz glikozydy. Najważniejszym z nich jest glikozyd fenolowy – salicyna. Korę zbiera się z 2–3 letnich gałęzi wczesną wiosną, gdy ruszają soki i łatwo jest ją oddzielić od drewna. Korę suszyć można zarówno w ciemnych, jak i jasnych pomieszczeniach. Do celów leczniczych wykorzystywana może być również kora wierzby białej, wierzby purpurowej, wierzby kruchej i wierzby wiciowej[7].
  - Działanie: Salicyna ma działanie przeciwzapalne, przeciwgorączkowe i ściągające. Wykorzystywana jest przy takich dolegliwościach i chorobach, jak: ból głowy, przeziębienie przebiegające z gorączką, różne choroby reumatyczne, miażdżyca. Obecnie już nie pozyskuje się do celów leczniczych kory wierzby, gdyż jest zastępowana syntetycznie produkowanym kwasem acetylosalicylowym (nazwa handlowa "Aspiryna", "Polopiryna"). Napar z kory wierzby nie oddziałuje tak szkodliwie na żołądek, jak aspiryna, mimo że działa równie skutecznie. W medycynie ludowej wykorzystywano korę wierzby również do leczenia nerwobólów i jako środka ułatwiającego zasypianie i uspokajającego[7].
- Roślina ozdobna: ze względu na swoje błyszczące, jakby lakierowane liście i gęsty pokrój bywa sadzona, jako roślina ozdobna.